# Feliciano (nombre)
Feliciano es un nombre propio masculino de origen latino en su variante en español. Es patronímico de Félix, por lo que su origen etimológico es «feliz».

## Santoral
9 de junio: San Feliciano, mártir en Roma (286).

## Variantes
- Femenino: Feliciana.
- Diminutivo: Feli.

| Variantes en otras lenguas | Variantes en otras lenguas      |
| -------------------------- | ------------------------------- |
| Español                    | Feliciano                       |
| Alemán                     | Felician, Felicianus            |
| Asturiano                  | Felicianu                       |
| Catalán                    | Felicià                         |
| Checo                      | Felicián                        |
| Danés                      | Felician                        |
| Euskera                    | Peliken                         |
| Francés                    | Félicien                        |
| Holandés                   | Felician, Feliciaan, Felicianus |
| Húngaro                    | Felicián                        |
| Inglés                     | Felician                        |
| Italiano                   | Feliciano                       |
| Latín                      | Felicianus                      |
| Lituano                    | Felicijonas                     |
| Noruego                    | Felician                        |
| Polaco                     | Felicjan                        |
| Portugués                  | Feliciano                       |
| Ruso                       | Фелициан (Felician)             |
| Sardo                      | Feliciànu                       |